# Flores (Panama)
Flores è un comune (corregimiento) della Repubblica di Panama situato nel distretto di Tonosí, provincia di Los Santos. Si estende su una superficie di 105 km² e conta una popolazione di 664 abitanti (censimento 2010).